# Dr. Jeckel und Miss Hide
Dr. Jeckel und Miss Hide ist ein amerikanischer Pornofilm des Regisseurs Michael Craig aus dem Jahr 1990. Er gilt als Pornofilm bzw. Hardcore-Komödie bzw. Romantikfilm aus den 1990er Jahren und beinhaltet Cumshot-Szenen.

## Handlung
Dr. Douglas Maxiner ist Wissenschaftler und sucht nach einer Formel für die Unsterblichkeit und ist bereit, die Erfindung an sich selbst zu testen. Er trinkt ein Reagenzglas mit dem Trank und fällt bewusstlos zu Boden.
Geweckt wird er am folgenden Morgen von seiner Haushälterin Joanie und begibt sich müde und verkatert in sein Badezimmer. Dort stellt er zu seiner Überraschung fest, dass er die Gestalt einer äußerst attraktiven Frau angenommen hat.
Er muss sich als Maxine Douglas, einer fiktiven Freundin von Dr. Maxiner ausgeben, um Joanie die Anwesenheit der ihr unbekannten Frau plausibel zu machen.
Für den stets lüsternen Gärtner Manny ist die neue Frau jedoch eine willkommene Abwechslung und lediglich ein weiteres Objekt seiner sexuellen Avancen, die letztlich erfolgreich sind. In Gestalt von Maxine Douglas lernt Dr. Maxiner so erstmals sexuelle Lust und Geschlechtsverkehr aus der Perspektive der Frau kennen und erforscht auf diese Weise die weibliche Sexualität.
Dr. Maxiner will sich in seine neue Rolle als Maxine Douglas einfinden und übt dazu das Ankleiden von Damenunterwäsche, als er erneut zusammenbricht und wieder seine ursprüngliche männliche Gestalt annimmt. Der Lärm, den er beim Sturz verursacht, veranlasst seine Haushälterin Joanie dazu, nach dem Rechten zu sehen und sie entdeckt ihren Arbeitgeber in Damenunterwäsche.
Sie glaubt, Dr. Maxiner hätte den gleichen Fetisch wie ihr Bruder und fasst seinen anzüglichen Auftritt als beginnendes Liebesspiel auf. Sie ist daher gerne bereit, ihren attraktiven Arbeitgeber sexuell zu befriedigen und geht auf das vermeintliche Liebesspiel mit dem zunächst widerstrebenden Dr. Maxiner ein.
Nach dem erneuten Geschlechtsverkehr fasst Maxiner die Ereignisse des Tages auf Tonband zusammen und erläutert, dass sein Selbstversuch vollständig aus dem Ruder gelaufen ist und er zweimal Sex gehabt hat, und zwar einmal als Mann und einmal als Frau.
Bevor er weitere Tests unternehmen kann erhält er Besuch von seinem Freund, dem Frauenheld Lance, der ihn zu einer Verabredung mit den beiden Frauen Sondra und Michelle mitnimmt.
Die Verabredung verläuft aber ganz und gar nicht so, wie Lance es sich vorgestellt hat, denn Sondra kann sein prahlerisches Anbandeln nicht leiden und geht, während Michelle sich besser mit dem einfühlsamen Douglas Maxiner versteht.
Sie nimmt diesen mit nach Hause und lässt ihn nach den ersten Küssen alleine, um sich „etwas Leichteres“ anzuziehen. Unterdessen bricht Maxiner jedoch zusammen und nimmt wieder weibliche Gestalt an.
Als Michelle zurückkehrt, bemerkt sie ihren bewusstlosen Gast jedoch nicht und denkt, er wäre fortgegangen. Sie berichtet ihrer Mitbewohnerin von ihren Gefühlen für ihn, doch vergnügt sie sich mangels eines Mannes stattdessen mit Sondra.
Dr. Maxiner erwacht nach kurzer Bewusstlosigkeit und stellt erschrocken fest, dass er sich zur Unzeit wieder in sein Alter Ego Maxine Douglas verwandelt hat. Verborgen beobachtet er das lustvolle Treiben von Sondra und Michelle, verlässt aber heimlich die fremde Wohnung.
Die Handlung springt zwei Tage in die Zukunft, wo Douglas Maxiner seine Erlebnisse erneut auf Tonband beschreibt und die Ergebnisse seiner weiteren Untersuchungen zusammenfasst. Sein Körper hat sich in der weiblichen Form stabilisiert, doch sein Geist ist der eine Mannes geblieben. Um den Trank zur Umwandlung in seine männliche Gestalt zu modifizieren, ist der Samen eines Mannes erforderlich, den er mit seiner attraktiven weiblichen Erscheinung sicher mühelos wird erhalten können. Er bezweifelt jedoch, dass dies die richtige Entscheidung ist, da er sich in eine Frau verliebt hat, die sich von Frauen stärker als von Männern angezogen fühlt.
Michelle stattet ihm jedoch einen Besuch ab und da Maxine Douglas sie davon überzeugen kann, dass sie nicht seine Frau, sondern eine gute Freundin ist, schüttet sie ihm das Herz aus und offenbart ihre Gefühle, die sie für Douglas Maxiner hegt.
Daraufhin überrascht Maxine Douglas den Frauenheld Lance mit einem Besuch. Sie lässt ihn geradeheraus wissen, dass ihr Besuch sexueller Natur ist, sie seinen Samen will und verführt ihn auf diese Weise. Ein ausgiebiges Liebesspiel ist die Folge, an dessen Ende sie Lance masturbiert und in eine Tasse ejakulieren lässt. Im Labor stellt sie mit Lance' Samen dann den Trank her, der die Rückverwandlung in einen Mann bewirkt.
Dr. Maxiner besucht schließlich Michelle, während sie sich am Pool sonnt. Da er bereits weiß, was sie für ihn empfindet, setzt er alles auf eine Karte. Der Film schließt mit der detaillierten Darbietung des Geschlechtsverkehrs von Michelle mit Douglas Maxiner.

## Kritiken
Der Filmdienst schreibt über Dr. Jeckel und Miss Hide: „Ein Wissenschaftler hat ein Serum entwickelt, nach dessen Einnahme er sich in eine Frau verwandelt. Er nutzt seine Fähigkeit, um das Sexualleben aus weiblicher Sicht kennenzulernen. Sexfilm.“
Die Webseite Cinema.de bewertet den Film mit der niedrigsten Bewertung von einem Stern und schreibt: „Sexposse mit dem Akkordarbeiter Mike ‚Horny‘ Horner, dessen Filmografie 440 Pornos zählt“". Das Fazit lautet: „Dr. Jekyll und Mr. Hyde rotieren im Grab…“